# 15 de noviembre
El 15 de noviembre es el 319.º (tricentésimo decimonoveno) día del año en el calendario gregoriano y el 320.º en los años bisiestos. Quedan 46 días para finalizar el año.

## Acontecimientos
- 565: en Constantinopla (Imperio bizantino) Justino II sucede a su tío, Justiniano I, como emperador.
- 655: en lo que hoy es Inglaterra, Oswiu de Northumbria derrota y mata a Penda de Mercia en la batalla de Winwaed.
- 1532: en las cercanías de Cajamarca (Perú), los conquistadores españoles liderados por Hernando de Soto se encuentran por primera vez con el inca, Atahualpa.
- 1533: en el sur del actual Perú, el conquistador español Francisco Pizarro llega a Cuzco, capital del Imperio inca.
- 1537: en Granada (España) se inaugura la Universidad Literaria, creada por Carlos V.
- 1555: en el océano Pacífico, a 60 km al noreste del Callao (el puerto de Lima) se produce un potente terremoto de magnitud 8,4 en la escala de magnitud de momento, con epicentro a 30 km de profundidad.
- 1573: en Argentina, Juan de Garay funda la aldea de Santa Fe de la Vera Cruz, que en un futuro seria la Ciudad Capital de la Provincia homónima
- 1777: en Filadelfia, después de 16 meses de debate se aprueban los Artículos de la Confederación, por parte del Congreso Continental.
- 1791: en la ciudad de Georgetown se inaugura la primera universidad católica, la Georgetown University.
- 1806: desde las colinas de las montañas Rocosas, en el Colorado (Estados Unidos), el teniente Zebulon Pike ve un distante pico aislado, que más tarde será bautizado pico Pikes.
- 1808: en España se produce la batalla de Valmaseda.
- 1827: en Colombia, 70 km al noreste de Popayán y 100 km al sureste de Cali, a las 20:00 hora local, se produce un terremoto que deja un saldo de 250 víctimas. El 16 de noviembre a las 17:45 hora local se producirá otro terremoto mucho más letal, a unos 150 km de distancia.
- 1856: en Masaya (Nicaragua), empieza la Segunda Batalla de Masaya con el ataque de las tropas del filibustero estadounidense William Walker a dicha ciudad ocupada por el Ejército Aliado Centroamericano, dirigido por el general salvadoreño Ramón Belloso, y que terminará 2 días después con la derrota de Walker.
- 1859: en Atenas (Grecia) se celebra la primera edición de los Juegos Olímpicos de Zappas, el primer intento de revivir los antiguos juegos olímpicos; participan solo atletas nacionales griegos. Se realizarán estos juegos en 1859, 1870, 1875 y 1888-1889.
- 1863: en Dinamarca, Cristián IX asciende al trono.
- 1864: en el estado de Georgia (Estados Unidos) ―en el marco de la Guerra Civil―, el general de la Unión, William Tecumseh Sherman incendia la ciudad de Atlanta y comienza la marcha de Sherman hacia el mar.
- 1870: en Colombia se funda el Banco de Bogotá como primera institución financiera del país.
- 1870: en Atenas (Grecia) empiezan las competiciones deportivas de los segundos Juegos Olímpicos de Zappas ―el primer intento de resucitar los antiguos juegos olímpicos―; en estos juegos participaron solo atletas nacionales griegos.
- 1889: en Brasil, el mariscal Deodoro da Fonseca proclama la república después de que el emperador Pedro II es depuesto por un golpe militar.
- 1893: en Basilea (Suiza), se funda el Fussballclub Basel.
- 1902: En El Cairo (Egipto) se inaugura el Museo Egipcio.
- 1902: En Vietnam se funda la Facultad de Medicina de Hanói.
- 1904: En Ancón (Panamá) desembarcan los marines estadounidenses para invadir el país.
- 1906: en París (Francia), la científica polaca Marie Curie da su primera lección en la Universidad Sorbonne.
- 1915: en Inglaterra, en el marco de la Primera Guerra Mundial, Winston Churchill renuncia a su Gobierno liberal (1905-1915) y pronto comanda el 6.º Batallón de los Royal Scots Fusiliers en el Frente Occidental.
- 1920: en Ginebra (Suiza) se reúne por primera vez la Sociedad de Naciones.
- 1922: en Guayaquil (Ecuador) se produce la Masacre de obreros del 15 de noviembre de 1922, en que centenares de trabajadores son asesinados por militares.
- 1935: en Filipinas, Manuel L. Quezon es nombrado el segundo presidente de ese país.
- 1940: en Monagas (Venezuela) se funda la población de Punta de Mata.
- 1941: en el marco del holocausto nazi, Heinrich Himmler (jefe de las SS) ordena el arresto y deportación a campos de concentración de todos los homosexuales conocidos de Alemania, con excepción de unos pocos oficiales y jerarcas nazis.
- 1942: en el marco de la Segunda Guerra Mundial, el avión alemán Heinkel He 219 realiza su primer vuelo.
- 1942: en la isla Guadalcanal termina la batalla naval de Guadalcanal con una victoria decisiva para los aliados.
- 1943: en el marco del Holocausto nazi, Heinrich Himmler ordena que los gitanos sean puestos al mismo nivel que los judíos y deportados a campos de concentración.
- 1945: la poetisa, pedagoga y diplomática chilena Gabriela Mistral recibe el premio Nobel de Literatura, convirtiéndose en la primera latinoamericana en obtener dicho galardón.
- 1949: en la India, Nathuram Godse y Naraian Apte son ejecutados por el asesinato de Majatma Gandhi.
- 1951: en Grecia, el líder de la resistencia comunista Nikos Beloyannis, junto con otros 11 partisanos, es sentenciado a muerte por una corte marcial.
- 1953: en Venezuela se funda el canal de televisión en señal abierta Radio Caracas Televisión.
- 1959: en Holcomb (Kansas) suceden los asesinatos de la familia Clutter, que inspirarán al escritor Truman Capote su libro de no ficción A sangre fría.
- 1959: se sanciona la Ley N.º 15.240, por la que se constituye el Consejo Nacional de Educación Técnica (CONET), actualmente INET. Por ello se conmemora el Día de la Educación Técnica en Argentina.
- 1960: Estados Unidos lanza un misil Polaris de prueba.
- 1963: Adolfo López Mateos, presidente de México, designa a Gustavo Díaz Ordaz como candidato presidencial del Partido Revolucionario Institucional.
- 1966: la nave estadounidense Gemini 12 ameriza en el océano Atlántico.
- 1966: en España inicia operaciones el canal de televisión La 2.
- 1966: se funda la Confederación de Fútbol de Oceanía, el máximo ente futbolístico oceánico.
- 1969: en el mar de Barents, el submarino soviético K-19 choca con el segundo submarino estadounidense USS Gato (1968-1996).
- 1969: en Washington, D. C., medio millón de manifestantes se reúnen pacíficamente contra la guerra de Vietnam, en la «Marcha contra la Muerte».
- 1969: en Columbus, Ohio, Dave Thomas inaugura el primer restaurante de Wendy's Old-Fashioned Hamburgers
- 1971: Intel presenta el primer microprocesador de chip, el Intel 4004.
- 1971: en España empieza a funcionar el «teléfono de la esperanza» para atender a personas con problemas.
- 1971: lanzamiento del satélite artificial Explorer 45.
- 1974: España pone en órbita el Intasat-1, su primer satélite artificial.
- 1976: en Canadá, René Lévesque y el Parti Québécois se convierten en el primer Gobierno de la ciudad de Quebec claramente a favor de independizarse del Imperio británico.
- 1978: cerca de la ciudad de Colombo (Sri Lanka) se estrella un avión Douglas DC-8; mueren 183 personas.
- 1979: en un vuelo desde Chicago a Washington, un paquete del anarcoprimitivista Unabomber (Ted Kaczynski) empieza a humear, forzando al avión a realizar un aterrizaje de emergencia.
- 1983: la República Turca del Norte de Chipre declara su independencia. Es reconocida solamente por Turquía.
- 1984: en las afueras de Santiago de Chile se funda oficialmente la comuna de Peñalolén.
- 1985: en el Condado de Down (Irlanda del Norte), la primera ministra británica Margaret Thatcher y el taoiseach irlandés Garret FitzGerald firman el Acuerdo anglo-irlandés.
- 1985: en la Universidad de Míchigan explota una bomba casera del Unabomber (Ted Kaczynski); hiere a un asistente científico.
- 1987: en Brașov (Rumania), los trabajadores se rebelan contra el Gobierno comunista de Nicolae Ceaușescu.
- 1988: el Consejo Nacional Palestino declara el Estado de Palestina.
- 1988: en la Unión Soviética, el transbordador no tripulado Burán realiza su único viaje al espacio.
- 1988: en la Base Aérea de Zaragoza (España) chocan dos aviones españoles, un F-18 y un C-130.[1]
- 1990: se desestablece la República Popular de Bulgaria, y se instituye un nuevo Gobierno republicano.
- 1990: el transbordador Atlantis despega con el avión STS-38.
- 1990: en España, el escritor argentino Adolfo Bioy Casares gana el premio Cervantes.
- 1991: en Venezuela, inicia operaciones comerciales la empresa de telecomunicaciones TELCEL, convirtiéndose en la primera en ofrecer el servicio de Telefonía Móvil Celular en el país.
- 1992: en la ciudad de La Plata (Argentina), el odontólogo Ricardo Barreda asesina a su mujer, a sus dos hijas y a su suegra.
- 1995: en España se aprueba en el Senado por unanimidad la abolición de la pena de muerte en tiempo de guerra.
- 1995: Unesco aprueba el Día Mundial del Libro y de los Derechos de Autor.
- 1999: China abre su mercado al comercio mundial, con el deseo de ingresar en la Organización Mundial del Comercio.
- 1999: en Perú, la compañía de aviación Faucett se va a la quiebra y deja de operar.
- 2000: en India, el Gobierno crea el estado de Yarkhand.
- 2000: en Luanda (Angola) se estrella un avión Antonov An-24 poco después del despegue; mueren más de 40 personas.
- 2001: sale a la venta la primera videoconsola producida por Microsoft, la Xbox.
- 2001: Microsoft Game Studios y Bungie Studios publican el videojuego Halo: Combat Evolved, primer videojuego de la Saga.
- 2002: en China, Hu Jintao se convierte en el secretario general del Partido Comunista de China, y se crea un nuevo Comité Politburó de nueve miembros.
- 2003: en Estambul (Turquía) comienza el primer día de los atentados terroristas, en el cual dos coches bomba explotan en dos sinagogas judías, matando a 25 personas e hiriendo a otras 300.
- 2003: en Cruz del Eje (Argentina) se inaugura el museo en recuerdo del expresidente Arturo Umberto Illia, en lo que fue su vivienda particular.
- 2006: se lanza el canal de televisión mundial Al Jazeera.
- 2007: en Bangladés, el huracán Sidr produce daños en los Sundarbans (la selva de manglares más grande del mundo) y mata a unas 5000 personas.
- 2010: en España, la editorial Crítica publica en español el libro El gran diseño (The grand design), de Stephen Hawking y Leonard Mlodinow.
- 2012: en China, Xi Jinping se convierte en el secretario general del Partido Comunista de China, y se crea un nuevo Comité Politburó de siete miembros.
- 2013: La empresa japonesa Sony Computer Entertainment lanza la videoconsola de sobremesa PlayStation 4.
- 2014: Ucrania clausura las instituciones y empresas estatales en los óblast orientales de Lugansk y Donetsk.[2][3]
- 2017: en Perú, la selección de fútbol clasifica a un mundial de fútbol luego de 36 años de ausencia.[4]
- 2017: en Argentina, desaparece el submarino de la Armada Argentina ARA San Juan (S-42).
- 2018: en México, se celebra por primera vez el "Día Nacional contra el Uso Nocivo del Alcohol". [5]
- 2019: en Chile; representantes de diversas fuerzas políticas firman un amplio acuerdo, con el objetivo de dar una salida institucional aparte del malestar público causante del multitudinario Estallido Social Chileno, desatado cerca de un mes antes en el país.
- 2020: el piloto de Fórmula 1, Lewis Hamilton, consigue su 7° título de la categoría superior de automovilismo.
- 2020: en Perú, Manuel Merino, renuncia a la presidencia, tras una jornada de violentas protestas que dejaron un saldo de 2 muertos.
- 2022: De acuerdo a la Organización de las Naciones Unidas, la población mundial llega a los ocho mil millones de habitantes.[6]
- 2022: El expresidente de los Estados Unidos, Donald Trump anuncia su candidatura para las elecciones de 2024.

## Nacimientos
- 459: B'utz Aj Sak Chiik, rey maya (f. 501).
- 968: Romano III, emperador bizantino entre 1028 y 1034 (f. 1034).
- 1316: Juan I, rey francés (f. 1316).
- 1397: Nicolás V, papa católico italiano (f. 1455).
- 1498: Leonor de Austria, aristócrata austriaca, reina de Portugal y Francia (f. 1558).
- 1511: Johannes Secundus, poeta y escritor neerlandés (f. 1536).
- 1607: Madeleine de Scudéry, escritora francesa (f. 1701).
- 1660: Hermann von der Hardt, historiador y orientalista alemán (f. 1746).
- 1688: Louis Bertrand Castel, matemático y filósofo francés (f. 1757).
- 1708: William Pitt el Viejo, político británico (f. 1778).
- 1738: William Herschel, astrónomo y compositor alemán (f. 1822).
- 1741: Johann Kaspar Lavater, poeta suizo (f. 1801).
- 1747: Eugenio Larruga, economista y escritor español (f. 1803).
- 1757: Heinrich Christian Friedrich Schumacher, cirujano, botánico y académico danés (f. 1830).
- 1776: José Joaquín Fernández de Lizardi, periodista y escritor mexicano (f. 1827).
- 1784: Jérôme Bonaparte, esposo francés de Catalina de Württemberg (f. 1860).
- 1793: Michel Chasles, matemático y académico francés (f. 1880).
- 1849: James O'Neill, actor estadounidense de origen irlandés (f. 1920).
- 1852: Tewfik Pasha, gobernador egipcio (f. 1892).
- 1862: Gerhart Hauptmann, dramaturgo alemán, premio nobel de literatura en 1912 (f. 1946).
- 1873: Sara Josephine Baker, médica y académica estadounidense (f. 1945).
- 1874: Dimitrios Golemis, corredor y atleta griego (f. 1941).
- 1874: August Krogh, zoólogo y fisiólogo danés, premio nobel de medicina en 1920 (f. 1949).
- 1875: Margarita Holguín Caro, fue una pintora y política colombiana. (f.  1959).
- 1879: Lewis Stone, actor estadounidense (f. 1953).
- 1879: Maclovio Herrera, general mexicano (f. 1915).
- 1886: René Guenón, filósofo franco-egipcio (f. 1951).
- 1887: Marianne Moore, escritora, poetisa, crítica y traductora estadounidense (f. 1972).
- 1887: Georgia O'Keeffe, pintora y educadora estadounidense (f. 1986).
- 1890: Richmal Crompton, escritora británica (f. 1969).
- 1891: 
  - W. Averell Harriman, empresario y político estadounidense (f. 1986).
  - Erwin Rommel, militar alemán (f. 1944).
  - Pablo Macías Valenzuela, militar y político mexicano (f. 1975).
- 1892: Alberto Salinas Carranza, general y aviador mexicano (f. 1970).
- 1895: Olga Nikolaievna Románova, aristócrata rusa (f. 1918).
- 1897: Aneurin Bevan, político británico (f. 1960).
- 1897: Sacheverell Sitwell, escritor británico (f. 1988).
- 1898: Sylvan Goldman, magnate estadounidense (f. 1984).
- 1905: Mantovani, director de orquesta y compositor italiano (f. 1980).
- 1906: Curtis LeMay, general y político estadounidense (f. 1990).
- 1907: Claus von Stauffenberg, militar alemán (f. 1944).
- 1908: Carlo Abarth, ingeniero y empresario italiano, fundador de Abarth (f. 1979).
- 1913: Guy Green, cineasta estadounidense (f. 2005).
- 1915: Billo Frómeta, músico, compositor y arreglista dominicano (f. 1988).
- 1915: David Stirling, aristócrata, activista y fundador del SAS (f. 1990).
- 1916: Bill Melendez, actor de voz, animador, director y productor mexicano-estadounidense (f. 2008).
- 1918: Adolfo Pedernera, futbolista argentino (f. 1995).
- 1919: Concepción Zendrera Tomás, editora y traductora española (f. 2020).
- 1920: Armando Acosta Cordero (capitán Erasmo Rodríguez), militar, guerrillero y político cubano (f. 2009).
- 1920: Gesualdo Bufalino, escritor italiano (f. 1996).
- 1922: Guillermo Brizuela Méndez, locutor y presentador de televisión argentino (f. 1997).
- 1922: Carlos Julio Pereyra, político uruguayo (f. 2020).
- 1922: Francesco Rosi, cineasta italiano (f. 2015).
- 1923: Lento Goffi, poeta, crítico literario y periodista italiano (f. 2008).
- 1924: Gianni Ferrio, director de orquesta y compositor italiano (f. 2013).
- 1928: Seldon Powell, saxofonista y flautista estadounidense (f. 1997).
- 1929: Ed Asner, actor, cantante y productor estadounidense (f. 2021).
- 1930: J. G. Ballard, escritor británico (f. 2009).
- 1930: María Antònia Canals, matemática española (f. 2022).
- 1931: John Kerr, actor y abogado estadounidense (f. 2013).
- 1931: Mwai Kibaki, economista keniano, Presidente de Kenia entre 2002 y 2013 (f. 2022).
- 1931: Pascal Lissouba, político congoleño, presidente del Congo entre 1992 y 1997 (f. 2020).
- 1932: Petula Clark, cantante y actriz británica.
- 1932: Clyde McPhatter, cantante estadounidense (f. 1972).
- 1932: Alvin Plantinga, filósofo, escritor y académico estadounidense.
- 1932: Jerry Unser, piloto estadounidense de automovilismo (f. 1959).
- 1933: Gloria Foster, actriz estadounidense (f. 2001).
- 1934: Hugo Blanco, guerrillero y político peruano (f. 2023).
- 1934: Joanna Barnes, actriz y escritora estadounidense (f. 2022).
- 1935: Nera White, estadounidense basketball player (f. 2016).
- 1936: Wolf Biermann, cantante, compositor y guitarrista alemán.
- 1936: Haydée Padilla, actriz y vedette argentina (f. 2022).
- 1937: Fernando Schwartz, presentador y escritor español.
- 1939: Yaphet Kotto, actor estadounidense (f. 2021).
- 1939: Dinorah Varsi, pianista uruguaya de música clásica (f. 2013).
- 1940: Sam Waterston, actor estadounidense.
- 1940: Roberto Cavalli, diseñador italiano de modas.
- 1940: Joan Molina, actor español (f. 2014).
- 1940: Tony Mendez, criminal estadounidense, oficial de operaciones de la CIA (f. 2019).
- 1941: Casimiro Hernández Calvo, político español.
- 1942: Daniel Barenboim, director de orquesta y pianista argentino-israelí.
- 1945: Roger Donaldson, cineasta australiano.
- 1945: Bob Gunton, actor y cantante estadounidense.
- 1945: Anni-Frid Lyngstad, cantante sueca, de la banda ABBA.
- 1946: Carmen Romero López, política española.
- 1947: Malcolm Ranjith, cardenal ceilandés.
- 1947: Bill Richardson, político y diplomático estadounidense, Gobernador de Nuevo México entre 2003 y 2011.
- 1949: Raúl Porchetto, músico y compositor argentino.
- 1950: Joseba Azkarraga, político español.
- 1951: Beverly D'Ángelo, actriz y cantante estadounidense.
- 1951: José Vélez, cantautor español.
- 1952: Randy Savage, luchador profesional estadounidense (f. 2011).
- 1952: Felo, trovador y humorista chileno.
- 1953: Eduardo Darnauchans, músico uruguayo (f. 2007).
- 1953: Cecilia Laratro, periodista, locutora y conductora de televisión argentina.
- 1954: Kevin S. Bright, director y productor estadounidense.
- 1954: Aleksander Kwaśniewski, político polaco, Presidente de Polonia entre 1995 y 2005.
- 1954: Héctor García Molina, científico mexicano  (f. 2019).
- 1955: Georgina Born, música británica, de la banda Henry Cow.
- 1957: Paco Mir, actor miembro y cofundador del grupo teatral Tricicle.
- 1958: Lewis Fitz-Gerald, actor y director australiano.
- 1958: Diane Pretty, activista británica en favor de la eutanasia (f. 2002)

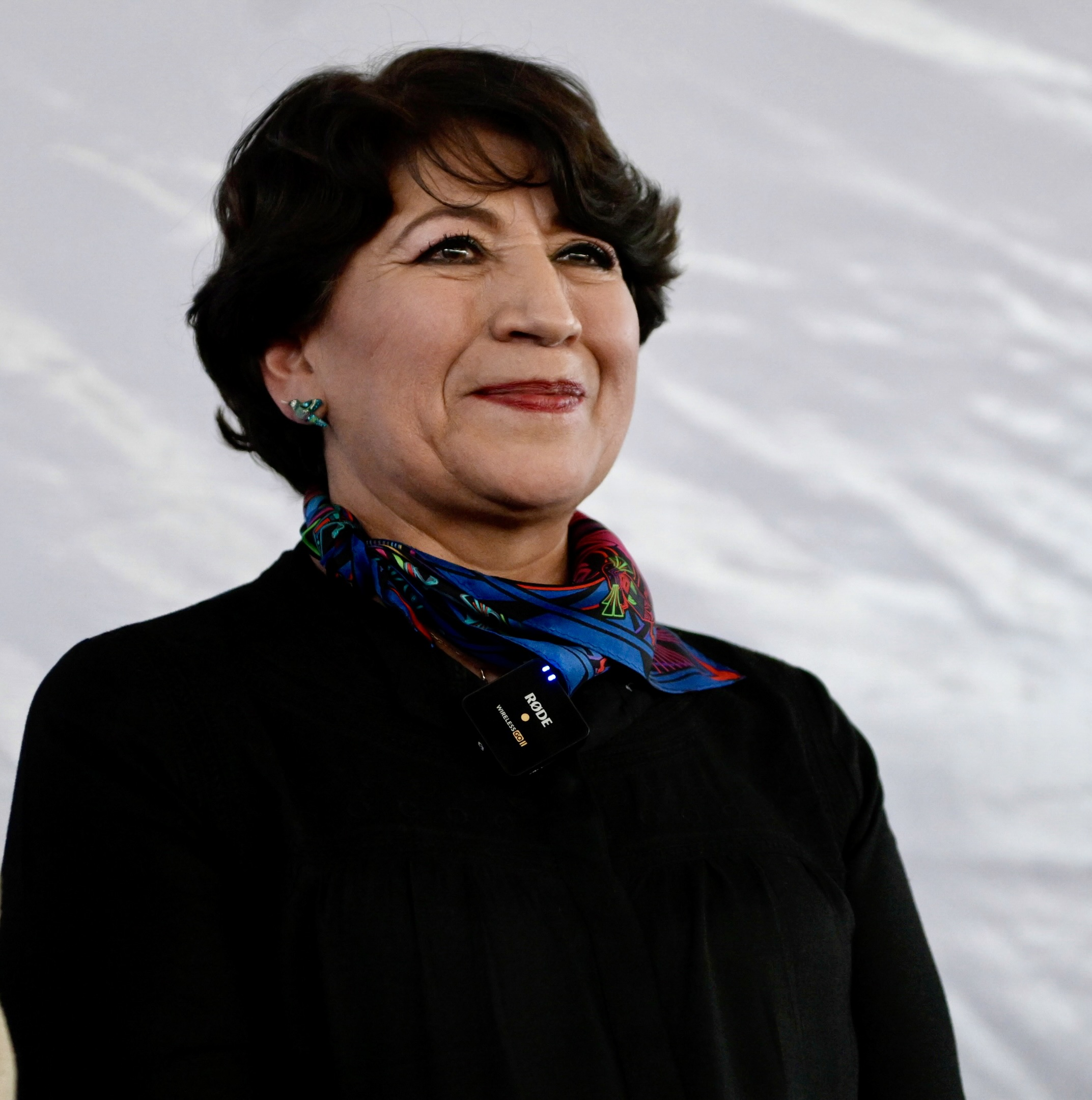
Delfina Gómez

- 1962: Delfina Gómez, educadora y política mexicana, Gobernadora del Estado de México desde 2023.
- 1962: Mark Acres, baloncestista estadounidense.
- 1963: Pablo Herrera, cantante chileno.
- 1964: Tiit Sokk, baloncestista estonio.
- 1966: Rachel True, actriz estadounidense.
- 1967: Greg Anthony, baloncestista estadounidense.
- 1967: E-40 (Earl Stephens), rapero estadounidense.
- 1967: François Ozon, cineasta y guionista francés.
- 1967: Gustavo Poyet, futbolista uruguayo.
- 1967: Jon Preston, rugbista neozelandés.
- 1968: Ol' Dirty Bastard, rapero estadounidense, de la banda Wu-Tang Clan (f. 2004).
- 1968: Jennifer Charles, cantante, compositora, guitarrista y productora estadounidense.
- 1968: Uwe Rösler, futbolista alemán.
- 1970: Pedro Caixinha, exfutbolista y entrenador portugués.
- 1971: Delsa Solórzano, política y abogada venezolana.
- 1971: Martin Pieckenhagen, futbolista alemán.
- 1972: Jessica Hynes, actriz, productora y guionista británica.
- 1972: Jonny Lee Miller, actor británico.
- 1973: Liniers, historietista y dibujante argentino.
- 1973: Sydney Tamiia Poitier, actriz estadounidense.
- 1974: Chad Kroeger, cantante, compositor, guitarrista y productor canadiense.
- 1974: Cédric Burdet, balonmanista francés.
- 1975: Boris Živković, futbolista croata.
- 1976: Virginie Ledoyen, actriz francesa.
- 1976: Vladímir Yezerskiy, futbolista ucraniano.
- 1977: Sean Murray, actor estadounidense.
- 1977: Peter Phillips, empresario británico.
- 1977: Patricia Tapia, cantante española, de las bandas Mägo de Oz y Bürdel King.
- 1979: Albert Rivera, político español, ex secretario general de Ciudadanos (Cs)
- 1979: Brooks Bollinger, futbolista y entrenador estadounidense.
- 1979: Brett Lancaster, ciclista australiano.
- 1980: Ace Young, cantante, compositor, actor y escritor estadounidense.
- 1980: Diego Sinhue Rodríguez Vallejo, político mexicano. Gobernador de Guanajuato entre 2018 y 2024.
- 1982: Jenifer Bartoli, cantante francesa.
- 1983: Sophia Di Martino, actriz inglesa.
- 1983: Aleksandar Pavlović, baloncestista serbio.
- 1983: Fernando Verdasco, tenista español.
- 1983: Arnold Origi, futbolista keniata.
- 1983: John Heitinga, futbolista neerlandés.
- 1983: Juan Manuel Quevedo, futbolista argentino.
- 1983: Agustín Bossio, futbolista argentino.
- 1983: Imanol Erviti, ciclista español.
- 1983: Veli-Matti Lindström, saltador de esquí finlandés.
- 1983: Russ Castella, productor discográfico estadounidense.
- 1984: Gemma Atkinson, actriz inglesa.
- 1984: Asia Kate Dillon, actor estadounidense.
- 1985: Lily Aldridge, modelo estadounidense.

- 1986: Sania Mirza, tenista india.

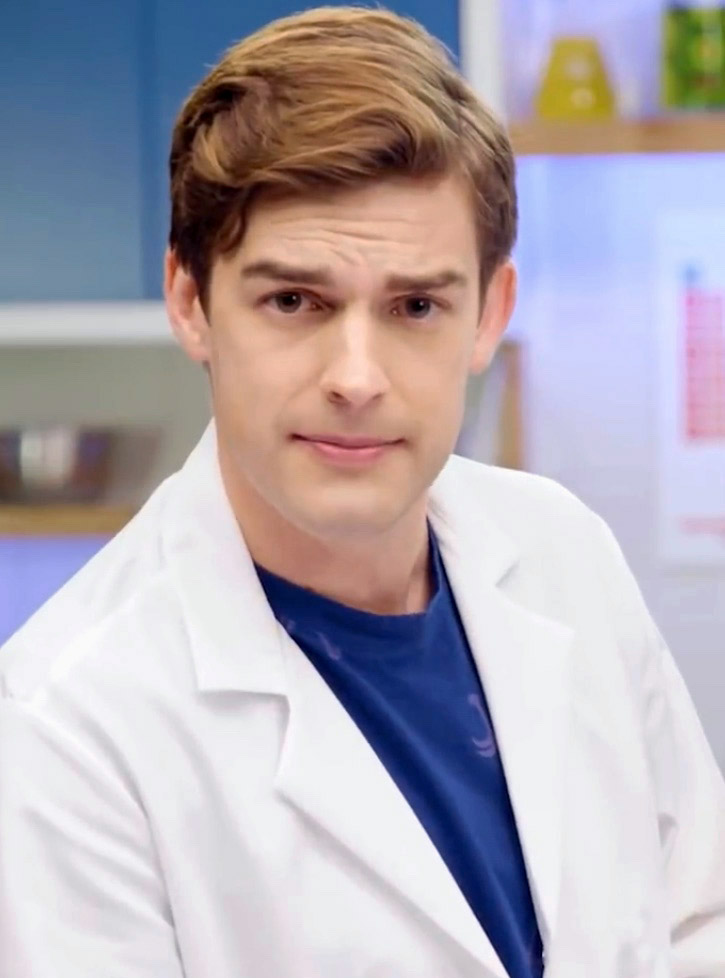
MatPat

- 1986: MatPat, youtuber estadounidense
- 1988: B.o.B, rapero estadounidense
- 1988: Zena Grey, actriz estadounidense.
- 1988: Morgan Parrá, rugbista francés.
- 1988: Sascha Imholz, futbolista suizo.
- 1989: Cristinini, realizadora de directos, presentadora y reportera de esports española
- 1989: Jona Viray, cantante y actriz filipina.
- 1990: Erik Hurtado, futbolista estadounidense.
- 1990: Sofia Rudieva, modelo rusa.
- 1991: Shailene Woodley, actriz estadounidense.
- 1992: Kevin Wimmer, futbolista austriaco.
- 1993: Paulo Dybala, futbolista argentino.
- 1996: Nené, futbolista mozambiqueño.
- 1996: Marta Soto, cantante española.
- 1996: Meriton Korenica, futbolista kosovar.
- 1997: Aaron Leya Iseka, futbolista belga.
- 1997: Emmanuel Dennis, futbolista nigeriano.
- 1997: Luis Haquin, futbolista boliviano.
- 1997: Paula Badosa, tenista española.
- 1998: Antonio Castillo, futbolista chileno.
- 1998: Amin Seydiyev, futbolista azerí.
- 1999: Franchesca Caniguán, futbolista chilena.
- 1999: Miyu Tomita, seiyū japonesa.
- 2000: Kim Hyunjin, cantante surcoreana y miembro del grupo femenino Loossemble
- 2001: Sadie Stanley, actriz estadounidense.
- 2002: Jake Shim, cantante y rapero australiano y miembro de Enhypen

## Fallecimientos
- 655: Penda, rey de Mercia (antiguo reino inglés) (n. ¿ ?).
- 687: Ervigio, rey visigodo (n. ¿?).
- 1099: Elvira de Toro, infanta de León (n. 1038).
- 1280: Alberto Magno, teólogo y obispo bávaro y santo católico (n. 1193).
- 1579: Ferenc Dávid, reformador religioso húngaro (n. 1510).
- 1607: Juan de Castellanos, poeta, cronista y sacerdote español (n. 1522).
- 1628: Roque González de Santa Cruz, santo mártir paraguayo (n. 1576).
- 1630: Johannes Kepler, astrónomo y matemático alemán (n. 1571).
- 1670: Comenio, obispo, teólogo y educador checo (n. 1592).
- 1691: Aelbert Cuyp, pintor neerlandés (n. 1620).
- 1706: Tsangyang Gyatso, líder religioso tibetano, 6.º dalái lama (n. 1683).
- 1787: Christoph Willibald Gluck, compositor alemán (n. 1714).
- 1795: Charles-Amédée-Philippe van Loo, pintor francés (n. 1719).
- 1819: Daniel Rutherford, químico y físico escocés (n. 1749).
- 1819: José Antonio Anzoátegui, general y patriota venezolano (n. 1789).
- 1832: Jean-Baptiste Say, economista y empresario francés (n. 1767).
- 1848: Pellegrino Rossi, economista, político y jurista italiano (n. 1787).
- 1853: María II, reina portuguesa (n. 1819).
- 1856: Madhusudan Gupta, médico bengalí, el primer indio que realizó una autopsia (n. 1800).
- 1863: Federico VII, rey dinamarqués (n. 1808).
- 1875: José María Lafragua, abogado, político y diplomático mexicano (n. 1813).
- 1892: Thomas Neill Cream, asesino serial británico-canadiense (n. 1850).
- 1908: Cixi, emperatriz china (n. 1835).
- 1910: Wilhelm Raabe, escritor alemán (n. 1831).
- 1916: Henryk Sienkiewicz, escritor polaco, premio nobel de literatura en 1905 (n. 1846).
- 1917: Émile Durkheim, sociólogo, psicólogo y filósofo francés (n. 1858).
- 1919: Alfred Werner, químico suizo, premio nobel de química en 1913 (n. 1868).
- 1922: Dimitrios Gounaris, abogado y político griego, 94.º primer ministro de Grecia (n. 1866).
- 1922: Petros Protopapadakis, matemático y político griego, 107.º primer ministro de Grecia (n. 1854).
- 1922: Nikolaos Stratos, Greek lawyer y político griego, 106.º primer ministro de Grecia (n. 1872).
- 1930: Pierina Legnani, bailarina italiana (n. 1868).
- 1944: el Petiso Orejudo (Cayetano Santos Godino), niño asesino en serie argentino (n. 1896).
- 1949: Nathuram Godse (n. 1910) y Narayan Apte (n. 1911), asesinos de Majatma Gandhi (1869-1948).
- 1953: Jorge de Lima, escritor, traductor, pintor, político y médico brasileño (n. 1893).
- 1954: Lionel Barrymore, actor, cantante, director y guionista estadounidense (n. 1878).
- 1955: Lloyd Bacon, actor y cineasta estadounidense (n. 1889).
- 1956: Anatol Gorélik, anarquista ucraniano (n. 1890).
- 1958: Tyrone Power, actor, cantante y productor estadounidense (n. 1914).
- 1959: Charles Thomson Rees Wilson, físico y meteorólogo británico, premio nobel de física en 1927 (n. 1869).
- 1960: Julia Anna Gardner, geóloga estadounidense (n. 1882).
- 1961: Artemio de Valle Arizpe, abogado, político, diplomático, escritor e historiador mexicano (n. 1884).
- 1961: Elsie Ferguson, actriz estadounidense (n. 1883).
- 1963: Fritz Reiner, director de orquesta y músico húngaro (n. 1888).
- 1966: William Zorach, escultor y pintor lituano-estadounidense (n. 1887).
- 1967: Michael Adams, militar, piloto y astronauta estadounidense (n. 1930).
- 1969: Ignacio Aldecoa, escritor español (n. 1925).
- 1969: Joaquín Romero Murube, poeta y ensayista español (n. 1904).
- 1970: Eduardo Víctor Haedo, político, pintor y periodista uruguayo (n. 1901).
- 1971: Rudolf Abel, coronel británico-ruso (n. 1903).
- 1971: Edie Sedgwick, actriz y modelo estadounidense (n. 1943).
- 1973: Alejo Capelo, poeta, dramaturgo y anarquista ecuatoriano (n. siglo XIX).
- 1976: Jean Gabin, actor, cantante y productor francés (n. 1904).
- 1976: Luis Alayza y Paz Soldán, diplomático y escritor peruano (n. 1883).
- 1977: Carlota Grimaldi, aristócrata monegasca (n. 1898).
- 1978: Margaret Mead, antropóloga y escritora estadounidense (n. 1901).
- 1980: Bill Lee, actor y cantante estadounidense (n. 1916).
- 1980: María Luisa Garza "Loreley", escritora y periodista mexicana (n. 1885).
- 1981: Enid Markey, actriz estadounidense (n. 1894).
- 1983: John Le Mesurier, actor británico (n. 1912).
- 1989: Álvaro Ortega, árbitro de fútbol colombiano (n. 1952).
- 1989: Alejandro Durán, fue un acordeonero, compositor y cantante colombiano de vallenato. (n. 1919).
- 1991: Eduardo León, abogado chileno (n. 1911).
- 1996: Alger Hiss, abogado, diplomático, funcionario y espía estadounidense (n. 1904).
- 1998: Stokely Carmichael, activista trinitense de derechos civiles (n. 1941).
- 2001: Alberto Ullastres, político español (n. 1914).
- 2002: Myra Hindley, asesina británica (n. 1942).
- 2003: Dorothy Loudon, actriz y cantante estadounidense (n. 1925).
- 2003: Antonio Tormo, cantautor argentino (n. 1913).
- 2004: Rafael Peralta (25), infante de marina estadounidense nacido en México; muerto en combate (n. 1979).
- 2005: Adrian Rogers, líder bautista y escritor estadounidense (n. 1931).
- 2006: Ana Carolina Reston, modelo brasileña (n. 1986).
- 2008: Grace Hartigan, pintora estadounidense (n. 1922).
- 2009: Pierre Harmel, político y primer ministro belga (n. 1911).
- 2010: Larry Evans, ajedrecista y periodista estadounidense (n. 1932).
- 2013: Gláfkos Klirídis, político chipriota, presidente de Chipre entre 1993 y 2003 (n. 1919).
- 2013: Karla Álvarez, actriz mexicana (n. 1972).
- 2014: Lucien Clergue, fotógrafo y educador francés (n. 1934).
- 2015: Herbert Scarf, economista y académico estadounidense (n. 1930).
- 2016: Sixto Durán Ballén, político ecuatoriano, presidente de Ecuador entre 1992 y 1996 (n. 1921).
- 2017: Camilo Rodolfo Cervino, jugador de fútbol argentino. (n. 1926).
- 2017: Gustav Elijah Åhr (Lil Peep), cantante, rapero, compositor, productor musical y modelo estadounidense (n. 1996).
- 2018: Roy Clark, actor y músico de country estadounidense (n. 1933).
- 2019: Jorge Vergara, empresario mexicano (n. 1955).
- 2020: Raúl Eduardo Vela Chiriboga, cardenal ecuatoriano (n. 1934)
- 2022: Frida, perra rescatista mexicana (n. 2009).
- 2023: Daisaku Ikeda, poeta, escritor y filósofo japonés (n. 1928).

## Celebraciones
- 15 de noviembre de 2022: Día de los 8000 millones.

- Organización Mundial de la Salud: 
  - Día Mundial Sin Alcohol.[7]

- Mundialmente: 
  - Día internacional de la Química.
  - Día Mundial de la Sangre del Cordón Umbilical.
  - Día Internacional para la Prevención y la Lucha contra todas las Formas de Delincuencia Organizada Transnacional (TOC).

Compartidas
- Unión Europea:
  - Día de la Distonía.[8]

 Por países
(Por orden alfabético)
- Argentina: 
  - Día de la Educación Técnica.[9]
  - Día del Patrimonio Arquitectónico de Buenos Aires.[10]
  - Día Nacional por la Memoria de los 44 Héroes del submarino ARA “San Juan” y la reafirmación y defensa de los derechos soberanos del Mar Argentino.[11]
    -  Misiones: 
      - Aniversario de Puerto Rico. Fundada por una corriente colonizadora de origen alemán-brasilera, destaca en la actualidad su estilo de vida, su arquitectura urbana y su desarrollo rural.
Fundación: 15 de noviembre de 1919 (105 años).

- Bélgica: 
  - Día del Rey.

- Brasil:
  - Proclamación de la República.
  - Día de la Umbanda.

- España:
  - Día Nacional de las Enfermedades Neuromusculares.[12]
    - Madrid: Romería de San Eugenio.

- Estados Unidos: 
  - Día Nacional del Reciclado.
(en inglés: National Recycling Day).
  - Día Nacional de la Filantropía.
(en inglés: National Philanthropy Day).
  - Día Nacional del Baterista.
(en inglés: National Drummer Day).
  - Día Nacional de los Profesionales de Apoyo Educativo.
(en inglés: National Educational Support Professionals Day).
  - Día Nacional del Cereal con Salvado de Pasas.
(en inglés: National Raisin Bran Cereal Day).
  - Día de Limpiar el Refrigerador.
(en inglés: National Clean Out Your Refrigerator Day).

- Japón: 
  - Shichi-Go-San.

- Uruguay: 
  - Día de la Armada Nacional.

### Santoral católico

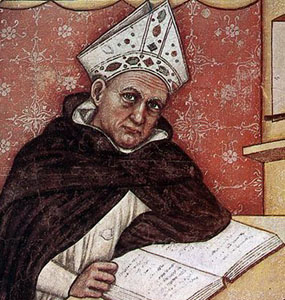
San Alberto Magno por Tommaso da Modena (1352).

- San Alberto Magno (imagen ilustrativa).[13]
- San Desiderio de Cahors.
- San Eugenio de Toledo.
- San Fidenciano y compañeros.
- San Fintano de Rheinau.
- San Gurias de Edesa
- San José Mkasa Balikuddembé.
- San Leopoldo el piadoso.
- San Maclovio de Alet.
- San Rafael de San José Kalinowski.
- San Samonas de Edesa.
- San Sidonio de Rouen.
- Beato Cayo Coreano.
- Beata Lucía Brocadelli.
- Beata María de la Pasión de Chappotin.